# Квачан, Кристина Владимировна
Кристина Владимировна Квачан (Сташкевич) (род. 29 января 1981, Уссурийск, Приморский край) — российская самбистка, чемпионка и призёр чемпионатов России, чемпионка Европы и мира, мастер спорта России международного класса.

## Биография
С пяти лет занималась художественной гимнастикой. Через семь лет перешла в секцию самбо. Её первым тренером была Татьяна Николаевна Клиндух. В 16 лет стала мастером спорта России. Поступила на экологический факультет Дальневосточного государственного университета. Работала социальным работником, затем тренером. После рождения дочери вернулась в Уссурийск.

## Спортивные результаты
- Чемпионат России по самбо среди женщин 2007 года — ;
- Чемпионат России по самбо среди женщин 2008 года — ;
- Чемпионат России по самбо среди женщин 2009 года — ;